# Neil MacLeod
Neil MacLeod (Southampton, 12 ottobre 1953) è un ex calciatore inglese, di ruolo centrocampista.

## Carriera

### Club
MacLeod giocò con la maglia del Brann dal 1975 al 1983, totalizzando 177 presenze e 18 reti nel solo campionato. Contribuì al conseguimento di due successi nella Norgesmesterskapet, il primo nel 1976 e il secondo nel 1982.

## Palmarès

### Club

#### Competizioni nazionali
- Coppa di Norvegia: 2

Brann: 1976, 1982